# Lloyd's Building
Lloyd's Building, ook bekend als The Inside-Out Building, is een gebouw in het financiële hart van Londen, Verenigd Koninkrijk. Het is het hoofdkantoor van de verzekeringsmaatschappij Lloyd's of London. Het gebouw is ontworpen door Richard Rogers en geopend in 1986. Het is een opvallend en zowel geliefd als bekritiseerd ontwerp. Het Lloyd's Building werd in 1986 geopend door koningin Elizabeth II. Sinds 2011 heeft het de status van monument.
Lloyd's Building ligt aan One Lime Street en is 88 meter hoog, 95,1 meter met antennes meegerekend. Het gebouw telt 14 verdiepingen. Het staat op de plek van het vroegere East India House. Het eerste Lloyd's building werd in 1928 gebouwd op 12 Leadenhall Street. In 1958 werd een tweede gebouw op 51 Lime Street gebouwd. Door verdere groei kreeg Richard Rogers de opdracht een nieuw gebouw neer te zetten op de plek van het eerste Lloyd's building. Het gebouw uit 1928 werd gesloopt, behalve de hoofdingang aan 12 Leadenhall Street. Het gebouw uit 1958 werd in 2004 gesloopt, om plaats te maken voor Willis Building.
Het gebouw is gebruikt als decor voor een aantal films.

## Ontwerp
Het gebouw is een voorbeeld van bowellism, verwant aan de hightech-architectuur, waarbij de voorzienende onderdelen, zoals luchtkokers, liften en trappen aan de buitenkant van de constructies zijn geplaatst zodat de binnenkant één grote ruimte is. Bij het Lloyd's Building zijn zelfs de toiletten in ruimtes aan de buitenzijde geplaatst. De buitenkant van het gebouw doet hierdoor meer denken aan een fabriek dan aan een kantoorgebouw. Duidelijk zichtbaar zijn de zes trappenhuizen rondom het gebouw.
De kantoorruimten zijn geplaatst rond een centraal rechthoekige atrium dat de Underwriting Room, of kortweg The Room wordt genoemd. Deze zestig meter hoge ruimte is het functionele en symbolische hart van het bedrijf omdat hier belangrijke contacten worden gelegd. Ook hangt hier de scheepsbel van de Lutine. De kantooruimten bieden uitzicht op het atrium. Het dak en een deel van de zijkant van het atrium is van glas waardoor er daglicht naar binnen valt. In de hal zijn geruisloze roltrappen die de verbinding met de omringende verdiepingen vormen.
De neoclassicistische façade van het vroegere Lloyd's gebouw uit 1925 is verwerkt in de gevel. Op de elfde verdieping vindt men de Committee Room die ook wel de Adam Room wordt genoemd. Dit is een 18e-eeuwse eetkamer, ontworpen in 1763 voor William Petty door Robert Adam. Deze kamer is in delen van het vorige Lloyd's Building, aan de andere kant van de straat, naar dit gebouw verhuisd.

## Kritiek
Het ontwerp heeft door haar opvallende en soms ook choqueren ontwerp de nodige kritiek gekregen. Een ander kritiekpunt is dat het onderhoud zeer duur is doordat de buizen, liften maar ook andere kwetsbare delen van de constructie bloot staan aan de elementen en daardoor veel onderhoud nodig hebben.

## Traditie
In de Underwriting Room hangt de scheepsbel van de Lutine die in 1799 verging nabij Terschelling en dat bij Lloyd's verzekerd was. Deze bel werd in 1858 geborgen en sindsdien gebruikt om belangrijk nieuws over een vermist schip te brengen. De bel werd één keer geluid wanneer bevestigd was dat het schip gezonken was en twee maal wanneer er goed nieuws te melden viel. Het luidden van de bel was niet alleen symbolisch maar betekende dat alle transacties in herverzekeringen stilgelegd moesten worden. Er was immers belangrijk nieuws en om te voorkomen dat de ene handelaar in verzekeringen het eerder wist en zo met voorkennis kon handelen moesten alle handelaren wachten. Na verloop van tijd is in de scheepsbel een barst ontstaan en om die reden is besloten om deze traditie te beëindigen. In 1979 werd de bel voor het laatst geluid om te melden dat een schip vergaan was en in 1989 om te melden dat een vermist schip toch nog bleek te varen.
Grote verliezen worden nog altijd met een ganzenveer in het Loss Book bijgeschreven.